# Университет „Париж-VI: Пиер и Мария Кюри“
Университета Париж-VI: Пиер и Мария Кюри е френски университет, главен наследник на факултета на науките и факултета по медицина на Парижкия университет.
Университета разполага с повече от 180 лаборатории, повечето от които са смесени с Националния център за научни изследвания на Франция (CNRS), в него учат повече от 30 000 студента и работят над 7000 учени.
Университетът е разположен на кампуса Жусьо, в Латинския квартал в Париж.
Най-известните му подразделения са Института по астрофизика на Париж, Института Анри Поанкаре, Лабораторията по информатика на Париж-VI, Института по математика Шевалре (съвместно с Университета Париж-VII: Дени Дидро) и лабораторията Кастлер-Бросел.
Студентите от факултета по медицина на университета се обучават в парижките болници Питие-Салпетриер и Сент-Антоан.
През 2005, в университета, както и в много други френски университети, беше приложена реформа, с цел хармонизиране на образователната система с европейската, съгласно договореностите от Болонския процес. Съгласно новата система, първата образователна степен, „лисанс“ (на френски: Licence), се взема след 3-годишно следване. Следват степените „магистър“ (след 2 допълнителни години) и „доктор“ (след още 3). Следването по медицина има различна от тази структура.
Университета Пиер и Мария Кюри е известен като технически университет, със силен факултет по медицина, което се обуславя от факта, че университета е наследник на факултета на науките и факултета по медицина на Парижкия университет. Дипломите, които университета издава, са в следните области:
- Математика
- Физика
- Информатика
- Математика и информатика
- Биология
- Химия
- Геология
- Инженерна физика
- Електроника
- Медицина

Според Академичната класация на световните университети за 2012 университетът Пиер и Мария Кюри е вторият най-високо класирани френски ВУЗ – 9-и в Европа и 42-ри в света.